# Непристойность
Непристо́йность — всё шокирующее, явно ранящее и открыто оскорбляющее скромного и воспитанного человека. Это могут быть жесты, слова и выражения, поступки, одежда или её отсутствие, изображения и предметы. Понятие непристойности, граница между пристойностью и непристойностью — характеристики, тесно связанные с вопросами нравственности, этики и сложившегося в обществе этикета, — оттого непостоянные, а также различающиеся в разных культурах и исторических эпохах.
Термин часто употребляется о довольно неприличном, бесстыдном и предосудительном по части сексуальной этики и табу, но не сводится только к этой области общественной морали.
Принятие законов о непристойности во многих обществах приводит, прежде всего, к цензурным ограничениям в области культуры и искусства: изображения нагих тел Адама и Евы могут восприниматься не только эстетически, но и идеологически. И особенно в случае некоторых культурных произведений эротического содержания или произведений порнографического характера.
Единственный день в году, когда непристойным поступкам давалась воля, и их не принято было осуждать — это день смеха или день дурака, обычно 1 апреля.

## Определения непристойности

### Словарные
- Джон Филип Дженкинс в Британской энциклопедии: «Непристойность — нормативное понятие, используемое для определения некоторых (в частности, сексуальных) предметов, как наносящих вред общественному чувству приличия»[2].
- «Большая энциклопедия по психиатрии»: Непристойность — нечто выходящее за пределы допустимой демонстрации тела или его функций, за принятые в данной культуре нормы приличия. Обычно касается поведения, актов экспрессии или высказываний, относящимся к сексуальным и выделительным функциям[3].

### Судебные
- Вердикт английского суда (закон Кокбэрна, 1868 год): Непристойность — «стремление развратить и испортить тех, чьи души открыты аморальному влиянию и в чьи руки публикации такого рода могут попасть». С небольшими изменениями это определение вошло в Закон о непристойных публикациях 1959 года[4]. Английские законы о непристойных публикациях издавались неоднократно.

В мировой судебной практике случалось так, что судья был вынужден признаться в своей неспособности определить «непристойность» (как например, судья Верховного суда США Стюарт в 1964 г., который заявил: «Когда я её вижу, я знаю, что это такое»), что свидетельствует о расплывчатости словесного определения из-за неустойчивости критерия «нормального», «воспитанного», «цивилизованного» человека, а также ориентации критерия на человеческие ощущения.

## Общественное порицание

### Юстиция
В 1720-е годы лондонский книготорговец Эдмунд Кёрл (1675—1747) стал первым человеком, обвинённым в непристойности английским общим правом.
Дореволюционные российские уставы могли содержать отдельный параграф о наказании за непристойные выходки. Пример из Устава Санкт-Петербургской биржи: «За всякую непристойность, оскорбляющую посетителей Биржи, или причиняющую помешательство торгующимъ, виновный въ томъ, по приговору Биржеваго Комитета, въ 1-й разъ оштрафовывается 25 руб., а во 2-й выводится, чрезъ Биржеваго Старосту, изъ собрания».
В сегодняшней России на юридическом уровне предлагается различать в разговорной речи:
1. проклятия;
2. оскорбительные упоминания священных понятий — где нужно отличать богохульство от профанизма (к которому относится русский мат, так как большинство современных матерных выражений образованы от древних священных формул, но матерщиннику это неизвестно, и его богохульство — от непонимания. Матерщинник — не более чем профан, от лат. profanus — «непосвящённый»). Сюда же относится и брань, обычно сексуального происхождения и используемая для эмоционального усиления сказанного.
3. эвфемизмы — заменяющие в речи непристойные названия, и дисфемизмы — наоборот усиливающие (пример: «умер» — нейтрально, «покинул этот мир» — эвфемизм, «откинул копыта» — дисфемизм); вульгаризмы — лишь без агрессивной цели не являются непристойностями; а уподобления человека животному могут быть как ласковыми, так и непристойными оскорблениями;
4. жаргоны — даже очень эмоциональные и выразительные, они считаются неподсудными;
5. ксенофобскую брань — заслуживающую особого внимания юристов.

Федеральная служба судебных приставов ведёт словник оскорбительных слов.
Американское законодательство определяет непристойность как несоответствие принятым стандартам нравственности, к ним относятся вульгарные или шокирующие выражения, которые необязательно обращаются к низменным инстинктам аудитории.

## Примеры непристойности
Для человека непристойно вести себя крайне неприлично, развязно, пренебрегая моралью и мнением окружающих.

### Непристойность жестов
Непристойным жестом будет неприличный, оскорбительный жест. Например, демонстрация оголённых ягодиц в знак презрения к человеку, или демонстрация поднятого вверх среднего пальца руки, символизирующего фаллос.

### Непристойность слов и выражений
Непристойными словами обычно считаются слова оскорбительные, ругательства и брань, тем более матерная брань. Непристойными шутками — шутки или анекдоты, включающие в себя сквернословие, скабрёзности.

### Непристойность поступков
К непристойным поступкам относятся предосудительные и аморальные поступки; в отношении религиозных людей — те, что оскорбляют их благочестие.
- Описанное Н. М. Карамзиным вступление 20 июня 1605 г. нового царя Лжедмитрия I в Москву: «Литовские музыканты играли на трубах и били в бубны, заглушая пение молебна. Увидели и другую непристойность: вступив за духовенством в Кремль и соборную церковь Успенья, Лжедимитрий ввёл туда и многих иноверцев — ляхов, венгров, чего никогда не бывало и что казалось народу осквернением храма»[9].

В большинстве цивилизованных стран непристойными являются прилюдные акты мочеиспускания и дефекации, или выпускание газов из кишечника.

### Непристойность изображений
Непристойными изображениями считаются картины или фотографии с элементами порнографии, содержащие ругательства или изображающие неприличные жесты и позы.